# Het wereldje van Beer Ligthart

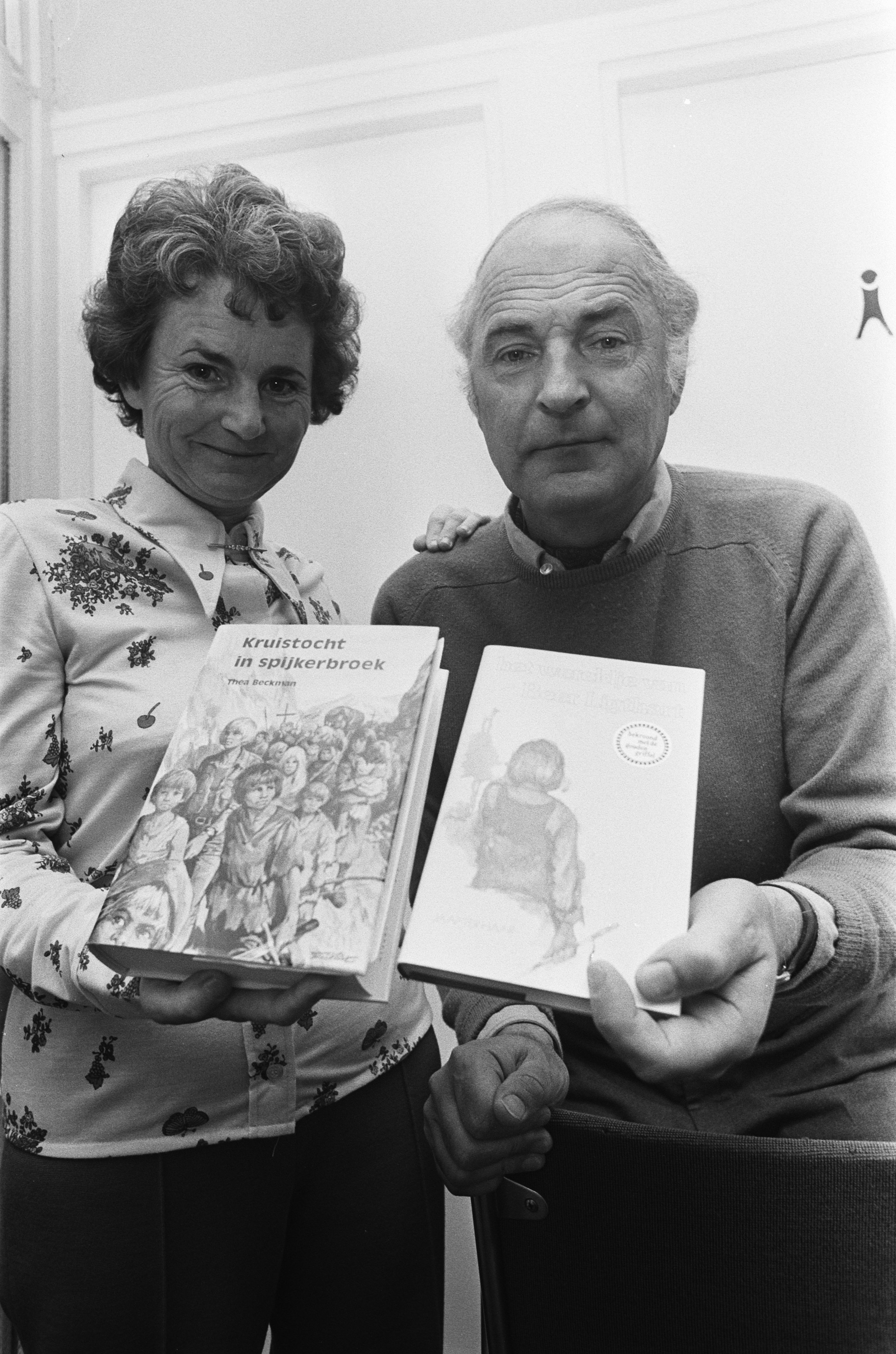
Gouden Griffel winnaars Thea Beckman en Jaap ter Haar met hun bekroonde boeken, Kruistocht in spijkerbroek en Het wereldje van Beer Ligthart, 1974

Het wereldje van Beer Ligthart is een Nederlandstalig kinderboek, geschreven door Jaap ter Haar, met een illustratie op de omslag van Rien Poortvliet. Het werd uitgegeven in 1973 door Van Holkema & Warendorf (Bussum) en een aantal maal herdrukt (19e druk: 2001). De doelgroep is 10+.

## Vertalingen en prijzen
Het boek werd vertaald in onder meer het Duits, Frans, Engels en Spaans.
In 1974 werd Het wereldje van Beer Ligthart bekroond met de Gouden Griffel. In 1977 kreeg de Duitse vertaling, Behalt das Leben Lieb, de Westduitse prijs voor beste jeugdboek van het jaar, de Stier van Buxtehude.

## Inhoud
Beer is na een ongeluk blind geworden. Hij verblijft lange tijd in het ziekenhuis, waar hij bevriend raakt met een medepatiënt en met een verpleegster, Wil. Eenmaal thuis probeert hij braille te leren. Hij heeft veel moeite met de houding van zijn ouders, die alles voor hem proberen te doen, en worstelt met te accepteren dat hij nooit meer zal zien. Omdat hij achter raakt op school, gaat hij uiteindelijk naar een blindeninstituut.

## Achtergrond
Ter Haar geeft de lezer met het boek ook een zekere moraal mee. Zo schetst hij hoe Beer, nu hij blind is, de mensen niet meer onmiddellijk beoordeelt op hun uiterlijk, wat de meeste mensen om hem heen maar al te makkelijk doen. De vader van Beer bijvoorbeeld is meteen vol lof over een knappe, maar in de ogen van Beer uiterst vervelende verpleegster, terwijl de lievelingszuster van Beer, de meelevende Wil, op de meesten juist afschrikwekkend werkt, vanwege de brandwonden in haar gezicht. En ook de oma van Beer oordeelt snel, ditmaal over Beers beste vriend in het ziekenhuis, "de student":
‘Wie is toch die eng uitziende man met dat lange haar en die baard?’ had oma op een keer fluisterend gevraagd. Oma hield niet erg van al te langharigen.
‘Die hoort hier niet,’ had Beer geantwoord.
‘Jawel, jonkie. Hij ligt tegenover je. Links in de hoek.’
Pas toen had Beer begrepen, dat oma de student had bedoeld. Dat gaf een schok, want hij had zich de student heel anders voorgesteld. En opnieuw drong de harde waarheid tot Beer door, dat mensen in hun oordeel over anderen zo onbesuisd afgingen op het uiterlijk: op een baard met lang haar, op een deftig grijs pak, op een korte, wat al te blote jurk. Door een coltrui, een zegelring, of een overhemd met das, werden mensen meteen al in een bepaald vakje gestopt. Al die uiterlijkheden telden niet meer als je geen flikker kon zien.
‘Die student is hier mijn allerbeste vriend,’ had Beer kribbig geantwoord.
In latere drukken wordt het boek in een toelichting in de context van zijn tijd geplaatst. Die toelichting stelt dat een blind kind in onze tijd "door vele slimme en goed ontwikkelde computeraanpassingen" goed in de maatschappij kan meedraaien. Ook is de gedateerde schrijfstijl aangepast, maar de bloemrijke stijl is gebleven.

## Boekbesprekingen
Na verschijning en na de toekenning van de Gouden Griffel verschenen er in verschillende kranten besprekingen van het boek.
- "Hij wordt blind en zal daarmee moeten leren leven. Het is een erg aardige, verstandige jongen, deze Beer. Onwaarschijnlijk aardig en verstandig, zelfs, en dat onwaarschijnlijke is het enige dat ik op het verder zo voortreffelijke boek tegen heb". (Mischa de Vreede, NRC Handelsblad, 1973).[4]
- "Jaap ter Haar verwierf met zijn boek Het wereldje van Beer Ligthart de tweede Gouden Griffel. (...). Een heel bijzonder boek over de strijd van een doodgewone jongen, die door een ongeluk blind wordt en daarmee moet leren leven. Ontroerend en sterk beschrijft de auteur, dat er vele luiken voor Beer Ligthart zijn dichtgeklapt. Letterlijk sloten zijn oogleden. Maar voor en na openen zich nieuwe vensters voor hem, die tot nu toe gesloten bleven. (...). Dit drama werd door de bewogen pen van de auteur tot nieuw leven gewekt. Proficiat Jaap ter Haar en alle jeugd, voor wie dit boek werd geschreven!". (C.E. Pothast-Gimberg, Nieuwsblad van het Noorden, 1974).[5]